# ژیزل منیان
ژیزل منیان (انگلیسی: Gisèle Magnan؛  – ) نوازنده پیانو کلاسیک فرانسوی است، بنیان‌گذار و مدیر انجمن «Les Concerts de Poche» است؛ انجمنی که هدف آن مردمی‌سازی و در دسترس قرار دادن موسیقی کلاسیک برای عموم است.
وی همچنین برندهٔ جوایزی همچون شوالیه نشان ملی شایستگی شده است.

## زندگی‌نامه
مگنان نواختن پیانو را از سن هفت‌سالگی در مدرسه موسیقی "شولا کانتورومِ پاریس" زیر نظر نادیا تَگرین و آلفرد لوونگوث آغاز کرد. او در سن ۱۳ سالگی وارد کنسرواتوار پاریس شد. در آنجا، پیانو را نزد وِلادو پرلمیوتر، موسیقی مجلسی را با ژِنویو ژوا و تحلیل موسیقی را با بِتسی جولاس آموخت. او گاه‌به‌گاه از آموزش‌های پیانیست اتریشی، لی‌لی کراوس، و پیانیست روس، دیمیتری باشکیروف نیز بهره‌مند می‌شد. مگنان موفق به کسب سه جایزه اول به اتفاق آرا شد: پیانو (نفر اول مسابقه)، موسیقی مجلسی و تحلیل موسیقی. در سن ۱۹ سالگی، زمانی که مسیر حرفه‌ای کنسرت برای او هموار شده بود، تصمیم گرفت عقب‌نشینی کرده و هنر خود را با راهنمایی پیانیست ژان-رودولف کارس تکمیل کند. این "بازنشستگی" موسیقایی او چهار سال به طول انجامید، که در این مدت همچنین از آموزش‌های پیانیست روس، نیکیتا ماگالوف، و توصیه‌های رهبر ارکستر رومانیایی، سرجیو چلیبیداکه بهره برد.